# Undo (canção)
Undo foi a canção vencedora do Melodefestivalen que pertence ao programa sueco para selecionar seus representantes para o programa Festival Eurovisão da Canção 2014. A intérprete é a Sanna Nielsen, cantora que tem 29 anos.